# Шалаші (Україна)
Шалаші́ (до 1948 року — Кара́-Чора́-Молла́; крим. Qara Çora Molla) — село в Україні, в Євпаторійському районі Автономної Республіки Крим. Підпорядковане Добрушинській сільській раді.
Відстань від райцентру до населеного пункта становить 32 кілометрів по прямій.